# اکبر آزاد
اکبر آزاد (زادهٔ ۱ دی ۱۳۲۹ در تهران) ترانه‌سرا، شاعر و آهنگساز اهل ایران است.

## زندگی هنری
اکبر آزاد، ۱ دی سال ۱۳۲۹ در تهران متولد شد. پدرش آهنگر و از کارهای مهمش، ساخت درِ ساختمان مجلس، در بهارستان بود. اکبر آزاد به صورت حرفه‌ای، نخستین ترانه‌اش را در ۱۶ سالگی سرود که با خوانندگی «غلام‌حسین بنان» اجرا شد. او با آهنگسازان و خوانندگان متعددی همکاری داشته‌است. ترانه‌های «بغض» با صدای «داریوش» و «آسیمه‌سر» با صدای «محمد اصفهانی» از جمله آثار او است.
وی همچنین آثاری را خوانندگی و اجرا کرده‌است. در اسفند ۱۳۹۶ در جشن نخستین «جایزهٔ ترانهٔ افشین یداللهی» در تالار ایوان شمس تهران، از اکبر آزاد به همراه «محمدعلی شیرازی» و «سعید دبیری» تقدیر به عمل آمد.

## آثار هنری
از جمله آثار اکبر آزاد، می‌توان به موارد زیر اشاره نمود:

### ترانه
- «بغض» با آهنگسازی «بابک بیات» و خوانندگی «داریوش اقبالی»[۱۶]
- تیتراژ مجموعه تلویزیونی «ولایت عشق» با آهنگسازی «بابک بیات» و خوانندگی «محمد اصفهانی»[۱۷][۱۸]
- «آسیمه‌سر» با آهنگسازی «بابک بیات» و خوانندگی «محمد اصفهانی»[۱۲]
- «آخرین منجی» با آهنگسازی «بابک بیات» و خوانندگی «خشایار اعتمادی»[۱۹]
- «فطرت آینه» با آهنگسازی «خشایار اعتمادی» و خوانندگی «خشایار اعتمادی»
- «زنده رود خاطره» با آهنگسازی «پدرام کشتکار» و خوانندگی «محمد اصفهانی»[۲۰]
- «باران بارانه» با آهنگسازی «حسین یوسف‌زمانی» و خوانندگی «نادر وثوقی»[۲۱]
- «مثل سحر» با آهنگسازی «مهرداد پازوکی» و خوانندگی «علیرضا افتخاری»[۲۲]
- «یه قصه» با آهنگسازی «مهرداد پازوکی» و خوانندگی «علیرضا افتخاری»[۲۲]
- «آشفته کاکل» با آهنگسازی «مهرداد پازوکی» و خوانندگی «علیرضا افتخاری»[۲۲]
- «کودکی» با آهنگسازی «همایون خرم» و خوانندگی «مسیح مریمی»[۲۳]
- «صدای سبز باران» با آهنگسازی «همایون خرم» و خوانندگی «فرزاد قربانی»[۲۴][۲۵]
- «ترمهٔ مهتاب» با آهنگسازی «محمدمهدی گورنگی» و خوانندگی «فریدون سلامت»[۲۶]
- «سفر» با آهنگسازی «مجید رضازاده» و خوانندگی «مسعود خادم»[۲۷]
- «مرز تماشا» با آهنگسازی «امید سیاره» و خوانندگی «حمید حامی»[۲۸]
- «نامهٔ شهادت» با آهنگسازی «مجید اخشابی» و خوانندگی «چنگیز حبیبیان»[۲۹]
- «مروارید بارون» با آهنگسازی و خوانندگی «مجید اخشابی»[۳۰]
- «تماشا» با آهنگسازی «علی تحریری» و خوانندگی «حسن فدائیان»[۳۱]
- «قصهٔ بیداری» با آهنگسازی «جابر اطاعتی» و خوانندگی «غلامرضا پیروی»[۳۲]
- «کوچه باغا» با آهنگسازی «سعید محمدی مطلق» و خوانندگی «محمود مدیری»[۳۳]
- «یوسف عشق» با آهنگسازی «عباس لطیفی» و خوانندگی «هامون رزاقی»[۳۴]
- «فراتر» با آهنگسازی و خوانندگی «علی تفرشی»[۳۵]
- «صبح دریایی» ا آهنگسازی «سعید رمضانی» و خوانندگی «وحید تاج»[۳۶]

### آهنگسازی (ملودی‌سازی)
- «وقف پرنده‌ها» با شعر «محمدعلی شیرازی» و با صدای «قاسم افشار»[۳۷][۳۸]
- «شب سربی» با شعر «اکبر آزاد» و خوانندگی «نیما مسیحا»
- «شعر تر باران» با شعر «اکبر آزاد» و خوانندگی «بهرام حصیری»[۳۹]
- «نغمه در نغمه» با شعر «اکبر آزاد» و خوانندگی «بهرام حصیری»[۴۰]
- «تابستان» با شعر «ایرج قنبری» و خوانندگی «محمدرضا سهرابی»[۴۱]
- «تموم زندگی غم نیست» با شعر «معصومه پاکروان» و خوانندگی «ستار سهرابی»[۴۲]
- «غزل‌ترین ترانه» با شعر «محمود لشگری» و خوانندگی «غلامرضا پیروی»[۴۳]
- «ای گل بارون» با شعر «عباس کلهر» و خوانندگی «بهرام پاییز»[۴۴]
- آلبوم «خواب گریه‌ها» با شعر «اکبر آزاد» و خوانندگی «قاسم افشار»

### کتاب
- «بغض قناری‌ها»[۴۵][۵]